# Pottenstein (Germania)
Pottenstein è un comune tedesco di 5 476 abitanti, situato nel land della Baviera.